# 天主教克朗弗特教区
天主教克朗弗特教區（拉丁語：Dioecesis Clonfertensis）是羅馬天主教在愛爾蘭的一個教區，屬蒂厄姆總教區。

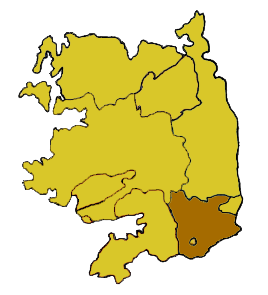
克朗弗特教區管轄範圍圖

範圍包括戈爾韋郡、奧法利郡和羅斯康芒郡的一部份。2007年，在當地35,700人口中，有教友35,200人，佔轄區總人口98.6%、24個堂區、70名司鐸、27名修士、104名修女。
現任主教為彌額爾·杜格南，榮休主教為若望·基爾比。
557年由布倫丹開教。1110年成立教區。1897年位於洛赫雷的主教座堂奠基，1902年啟用。